# خندود
خندود (به لاتین: Khandud) یک منطقهٔ مسکونی در افغانستان است که در ولسوالی واخان واقع شده‌است. خندود ۲٬۶۸۲٫۲۷ متر بالاتر از سطح دریا واقع شده‌است.